# Taenaris sidus
Taenaris sidus är en fjärilsart som beskrevs av Hans Ferdinand Emil Julius Stichel 1912. Taenaris sidus ingår i släktet Taenaris och familjen praktfjärilar. Inga underarter finns listade i Catalogue of Life.